# Прокофьева, Александра Сергеевна
Александра Сергеевна Прокофьева (род. 25 января 1985 года, Южно-Сахалинск) — российская актриса театра, кино и телевидения. Лауреат премии «Золотой лист» (2007).

## Биография
Родилась 25 января 1985 года в Южно-Сахалинске. Окончила среднюю школу в Новоалександровске.
В 2003 году переехала в Москву для поступления в театральный институт.
В 2007 году окончила Высшее театральное училище имени Б. В. Щукина, курс Павла Любимцева. В том же году стала лауреатом премии «Золотой Лист» в категории «Лучшая женская роль» за роль Софьи в спектакле «Горе от ума».
С 2007 по 2012 год играла в театре имени Е. Б. Вахтангова. С 2009 года работает в театре антрепризы «Театральный марафон».
Дебютировала в кино в 2007 году, сыграв главную роль в фильме «Жизнь врасплох». Затем в основном снималась в телесериалах.
В 2011 году сыграла Анну Герман в документальном фильме «Анна Герман. Эхо любви». Также играла в фильмах «Пятница» (2016) и «Рубеж» (2018).
В 2017 году был снят короткометражный фильм «Один день», ставший режиссёрским дебютом Прокофьевой. В 2018 году картина была показана на международном фестивале короткометражных фильмов в Ченнаи (Индия), в 2019 году — на фестивале «Святая Анна».
2023 году озвучила аудио книгу Марина Серова «Ещё не всё потеряно», а также книгу Николай Гарин — Михайловский «В усадьбе помещицы Ярыщевой».

## Личная жизнь
7 ноября 2013 года вышла замуж за баскетболиста Евгения Колесникова. У супругов двое сыновей — Евгений и Михаил.

## Театральные работы
Дипломный спектакль
- Горе от ума — Софья

Театр имени Е. Б. Вахтангова
- Али-Баба и сорок разбойников — Марджана
- Собака на сене — Анарда[13]
- За двумя зайцами — мещанка
- Посвящение Еве — Химера
- Правдивейшая легенда одного квартала — отличная девочка[14]
- Фредерик, или Бульвар Преступлений — Береника[15]
- Пиковая дама — бедная родственница
- Берег женщин — участница «Near you»[16]
- Белая акация — одесситка[17]
- Мадемуазель Нитуш — Сильвия
- Троил и Крессида — птица мирмидонцев[18]

Театральный марафон
- Обед для грешников — Элен
- Идеальный муж[19]
- Рецепт семейного счастья

## Фильмография
| Год       |     | Название                        | Роль                                                   |
| --------- | --- | ------------------------------- | ------------------------------------------------------ |
| 2007      | ф   | Жизнь врасплох                  | Маша Семёнова                                          |
| 2007      | с   | След                            | Дарья Серёгина (эпизод «Гном»)                         |
| 2008      | тф  | Белая акация                    | морячка                                                |
| 2008      | с   | Мент в законе-1                 | Рита, сестра Паши (эпизод «Удавка для опера. Фильм 3») |
| 2008      | с   | Похождения нотариуса Неглинцева | Инна (эпизод «Недолгая рента»)                         |
| 2009      | с   | Предлагаемые обстоятельства     | Зося (эпизод «Белые лилии»)                            |
| 2009      | с   | Сердце капитана Немова          | Маша Смородина                                         |
| 2010      | с   | Дежурный ангел                  | Лада                                                   |
| 2011      | док | Анна Герман. Эхо любви          | Анна Герман                                            |
| 2011      | с   | Ласточкино гнездо               | Ксюша Шульман, сестра Славы                            |
| 2011      | тф  | Предсказание                    | Женя, подруга Игоря                                    |
| 2011      | с   | Чёрная метка                    | в эпизоде                                              |
| 2012      | с   | Лектор                          | в эпизоде                                              |
| 2012      | с   | Петрович                        | Светлана Нефёдов (2 эпизода)                           |
| 2012      | с   | Путейцы-3                       | проводница Юля                                         |
| 2012—2013 | с   | Анечка                          | Вика                                                   |
| 2013      | с   | Дождаться любви                 | Леся, подруга Али                                      |
| 2013      | с   | Человеческий фактор             | Ирина, однокурсница Ани                                |
| 2014      | с   | Дикий-4                         | Настя (10 эпизодов)                                    |
| 2015      | с   | Барсы                           | Катя Степанцова                                        |
| 2016      | ф   | Пятница                         | Нелли                                                  |
| 2017      | с   | Брачные игры                    | в эпизоде                                              |
| 2017      | кор | Один день                       | Виолетта                                               |
| 2018      | ф   | Рубеж                           | ассистент Лаврусенко                                   |
| 2018      | с   | Дуэт по праву                   | Инга                                                   |
| 2018      | кор | Муза                            | муза                                                   |
| 2019      | с   | Поселенцы                       | Ольга                                                  |
| 2019      | кор | Сумасшедшая                     | Яна                                                    |
| 2021      | с   | Ищейка-6                        | Секретарша Оксана                                      |
| 2024      | с   | Райский                         | Оксана                                                 |
| 2024      | с   | Последняя клятва Гиппократа     | Карпова                                                |
| 2024      | с   | Курьеры                         | Марина                                                 |
| 2024      | с   | Киберпапа                       | Саша                                                   |
| 2024      | ф   | Супер Ивановы 2                 | Света                                                  |